# Acer lanpingense
Acer lanpingense é uma espécie de árvore do gênero Acer, pertencente à família Aceraceae.